# Venezuela en la Copa América 2011
La selección de Venezuela fue uno de los 12 equipos participantes de la Copa América 2011, torneo que se llevó a cabo entre el 3 y el 24 de julio de 2011 en Argentina. El conjunto disputó su decimocuarta Copa América consecutiva.
En el sorteo realizado el 11 de noviembre en La Plata dejó a Venezuela en el Grupo B, junto a Brasil con quien debutó, Ecuador y Paraguay. Frente a la selección brasileña, Venezuela empató 0:0; posteriormente conseguiría su tercera victoria en su historia y también la primera de esta edición del certamen, 1:0 a frente a Ecuador. En su última salida los venezolanos empataron, esta vez 3:3 contra el equipo paraguayo. De esta forma, la selección de Venezuela se clasificaba a los cuartos de final.
En cuartos de final el rival fue Chile, primera del grupo C, al cual La Vinotinto venció 2:1, clasificando por primera vez en la historia a una semifinal de Copa América. En esa instancia el contrincante era el mismo que el grupo B, Paraguay, con la que cayó derrotada en penales 5:3 tras terminar la prórroga 0:0, teniendo que disputar el partido por el tercer y cuarto puesto con Perú. En su última salida los venezolanos perdieron, esta vez 4:1 contra el equipo peruano, dando por finalizada su histórica campaña. De esta forma, la selección de Venezuela ocupó el cuarto lugar.

## Preparación
Pese a que Venezuela es netamente un país donde el béisbol es el deporte con mayor arraigo y tradición, el fútbol ha despertado un gran interés entre la población desde hace una década, cosa que se evidenció en una mayor asistencia a los torneos nacionales de la disciplina y en la organización de la Copa América 2007. Por ello, es de suma importancia para los venezolanos que su seleccionado nacional incremente la calidad de juego y lograr un desempeño óptimo en cada competición internacional.
La preparación de la selección venezolana en el caso de la Copa América 2011 había empezado desde los inicios del 2010, dado que Venezuela no había conseguido la clasificación para la Copa Mundial de Fútbol de 2010. Los primeros cotejos fueron contra Japón (empate 0:0), Panamá (derrota 1:2), Corea del Norte (empate 1:1 y victoria 2:1), Chile (empate 0:0), Honduras (victoria 0:1), Aruba (victoria 0:3) y Canadá (empate 1:1).
En agosto de 2010 disputó el segundo amistoso del año contra Panamá, sufriendo una derrota de 3:1 con Oswaldo Vizcarrondo anotando para el conjunto nacional. Ese partido inició con una victoria parcial de Venezuela, pero los panameños revirtieron el marcador finalizando el encuentro. La derrota se repetiría un mes después ante Colombia, pero pudo recuperarse ante Ecuador imponiéndose 1:0 con gol de Nicolás Fedor, luego jugó contra Paraguay donde perdió 3-2; con goles de Fedor y de Rondón.
Los siguientes cuatro juegos serían disputados en calidad de visitante. En octubre disputó otros dos amistosos con Bolivia y México. Con el primero el combinado venezolano triunfó 3:1 sirviéndose de dos goles de Ángel Chourio y uno de Vizcarrondo. En el caso del segundo igualó 2:2, ambas llegadas hechas por Juan Arango, y con la particularidad de que el combinado venezolano estaba en inferioridad numérica luego de que Gabriel Cichero fuera expulsado en el primer tiempo.
Los dos partidos restandos del año se saldarían con reveses para el cominado venezolano. Ante Ecuador sufrió una derrota 4:1, con anotación de Giancarlo Maldonado de penalti en el segundo tiempo. El cotejo ante la selección autonómica de Euskadi comenzó con una victoria parcial de Venezuela con gol de Vizcarrondo en el primer tiempo, aunque luego el equipo local revertiría el resultado, saldándose 3:1.

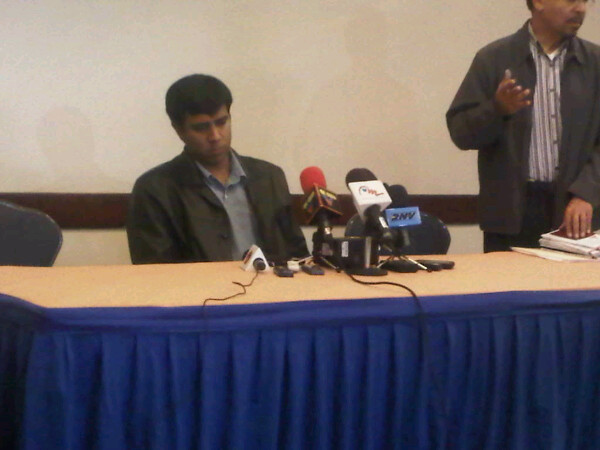
El director técnico César Farías durante una rueda de prensa.

A partir del 2011 siguieron otros encuentros, el primero fue contra Costa Rica el 9 de febrero, en la que La Vinotinto, en un agónico partido, empató 2:2, los dos tantos de José Salomón Rondón.
El siguiente partido se jugaría contra una Argentina conformada por jugadores del torneo local, por la inauguración del Estadio del Bicentenario. El partido quedaría 4:1 a favor de Argentina, con goles de Chávez, Aoued y en dos ocasiones, Mouche; con el tanto de honor de Daniel Arismendi
Luego seguirían más partidos en condición visitante, en los cuales todos acabarían en buen resultado. El 25 de marzo, Venezuela le ganaría a Jamaica por 0:2, con goles de Nicolás Fedor y Alejandro Moreno.
Nuevamente La Vinotinto iría a por México, en San Diego el 29 de marzo, partido que terminaría 1:1, con goles de Aldo de Nigris para México y Oswaldo Vizcarrondo para la Vinotinto.
El 1 de junio, Venezuela le ganaría a Guatemala por 2:0, con los goles de Nicolás Fedor y Grenddy Perozo.
Finalmente la selección disputaría dos partidos, el primero efectuado el 7 de junio concluyó en derrota 0:3 ante España, con los goles de David Villa, Pedro Rodríguez y Xabi Alonso. Mientras que el último amistoso se disputó el 11 de junio en Las Vegas contra la México que va a la Copa América. El partido quedó efectivo para Venezuela, ya que golearon 3:0 con goles de Alejandro Guerra, Daniel Arismendi y Oswaldo Vizcarrondo. En resumen desde enero de 2010 fueron 21 amistosos los disputados por la selección, donde se probaron a más de 60 jugadores.
Luego de la preparación en un centro especializado de alto rendimiento, en Estados Unidos, el director técnico venezolano César Farías antes de su llegada a suelo argentino expresó su satisfacción por el grupo de jugadores que integraron la preselección previa a la copa, resaltando el amor mostrado por los jugadores hacia la camiseta nacional a lo largo de toda la fase de preparación. 

"Había trabajado con muchos grupos, pero éste fue verdaderamente de altísimo nivel y rendimiento. Todos los 30 preseleccionados dieron el ciento por ciento de su parte y nos queda un grupo de primera tanto para la Copa como para el Premundial, más allá de que ahora viajan a Argentina los 23 que permite inscribir la Conmebol.".

### Amistosos previos
| Fecha                   | Lugar          |               |                        | Resultado |                       |            |
| ----------------------- | -------------- | ------------- | ---------------------- | --------- | --------------------- | ---------- |
| 11 de agosto de 2010    | Panamá         | Panamá        | Bandera de Panamá      | 3:1       | Bandera de Venezuela  | Venezuela  |
| 3 de septiembre de 2010 | Puerto La Cruz | Venezuela     | Bandera de Venezuela   | 0:2       | Bandera de Colombia   | Colombia   |
| 7 de septiembre de 2010 | Cabudare       | Venezuela     | Bandera de Venezuela   | 1:0       | Bandera de Ecuador    | Ecuador    |
| 7 de octubre de 2010    | Santa Cruz     | Bolivia       | Bandera de Bolivia     | 1:3       | Bandera de Venezuela  | Venezuela  |
| 12 de octubre de 2010   | Ciudad Juárez  | México        | Bandera de México      | 2:2       | Bandera de Venezuela  | Venezuela  |
| 17 de noviembre de 2010 | Quito          | Ecuador       | Bandera de Ecuador     | 4:1       | Bandera de Venezuela  | Venezuela  |
| 29 de diciembre de 2010 | Bilbao         | Euskadi       | Bandera del País Vasco | 3:1       | Bandera de Venezuela  | Venezuela  |
| 9 de febrero de 2011    | Puerto La Cruz | Venezuela     | Bandera de Venezuela   | 2:2       | Bandera de Costa Rica | Costa Rica |
| 16 de marzo de 2011     | San Juan       | Argentina     | Bandera de Argentina   | 4:1       | Bandera de Venezuela  | Venezuela  |
| 25 de marzo de 2011     | Bahía Montego  | Jamaica       | Bandera de Jamaica     | 0:2       | Bandera de Venezuela  | Venezuela  |
| 29 de marzo de 2011     | San Diego      | México        | Bandera de México      | 1:1       | Bandera de Venezuela  | Venezuela  |
| 1 de junio de 2011      | Guatemala      | Guatemala     | Bandera de Guatemala   | 0:2       | Bandera de Venezuela  | Venezuela  |
| 7 de junio de 2011      | Puerto La Cruz | Venezuela     | Bandera de Venezuela   | 0:3       | Bandera de España     | España     |
| 11 de junio de 2011     | Las Vegas      | México sub-22 | Bandera de México      | 0:3       | Bandera de Venezuela  | Venezuela  |

## Jugadores
El seleccionador César Farías dio a conocer el 26 de mayo de 2011 la convocatoria para los juegos ante Guatemala y España, la cual contó con 21 jugadores de los 30 que formarán la preselección.
El regreso del delantero Giancarlo Maldonado fue una de las novedades más atractivas. Sin embargo no es la única novedad, ya que el central Andrés Túñez también fue convocado, aunque finalmente no pudo acudir al llamado nacional al no existir un acuerdo entre el Celta de Vigo y la Federación Venezolana de Fútbol. El guardameta Renny Vega también ha retornado a la selección, luego de llevar tres meses sin entrar en una convocatoria.
Otras novedades fueron los llamados de Jesús Meza y William Díaz quienes militaban en el Zamora Fútbol Club, actual campeón del Torneo Clausura venezolano. Sin embargo este último no fue incluido en la convocatoria definitiva.
Finalmente el 28 de junio el seleccionador César Farías dio a conocer la selección oficial que jugara la Copa América. Los jugadores descartados fueron los defensas Juan Fuenmayor y William Díaz, y los mediocampistas Alejandro Guerra, Ángel Chourio, Angelo Peña y Edgar Jiménez.
| #     | Nombre                  | Posición      | Edad         | PJ Sel       | Goles        | Club                 |
| ----- | ----------------------- | ------------- | ------------ | ------------ | ------------ | -------------------- |
| 1     | Renny Vega              | Portero       | 31           | 46           | 0            | Caracas              |
| 2     | José Luis Granados      | Defensa       | 24           | 15           | 1            | Real Esppor          |
| 3     | José Manuel Rey         | Defensa       | 36           | 110          | 11           | Deportivo Lara       |
| 4     | Oswaldo Vizcarrondo     | Defensa       | 27           | 29           | 4            | Deportivo Anzoátegui |
| 5     | Giacomo Di Giorgi       | Mediocampista | 30           | 28           | 0            | Deportivo Anzoátegui |
| 6     | Gabriel Cichero         | Defensa       | 27           | 25           | 1            | Newell's Old Boys    |
| 7     | Nicolás Fedor           | Delantero     | 25           | 26           | 8            | Getafe               |
| 8     | Tomás Rincón            | Mediocampista | 23           | 34           | 0            | Hamburgo             |
| 9     | Giancarlo Maldonado     | Delantero     | 28           | 55           | 20           | Atlante              |
| 10    | Yohandry Orozco         | Mediocampista | 20           | 11           | 0            | Wolfsburgo           |
| 11    | César González          | Mediocampista | 28           | 35           | 2            | Gimnasia y Esgrima   |
| 12    | Leonardo Morales        | Portero       | 32           | 21           | 0            | Deportivo Anzoátegui |
| 13    | Luis Manuel Seijas      | Mediocampista | 24           | 32           | 0            | Santa Fe             |
| 14    | Franklin Lucena         | Mediocampista | 30           | 31           | 1            | Caracas              |
| 15    | Alejandro Moreno        | Delantero     | 31           | 31           | 3            | Chivas USA           |
| 16    | Roberto Rosales         | Defensa       | 22           | 24           | 0            | Twente               |
| 17    | Daniel Arismendi        | Delantero     | 28           | 30           | 10           | Deportivo Anzoátegui |
| 18    | Juan Arango             | Mediocampista | 31           | 91           | 18           | Mönchengladbach      |
| 19    | Jesús Meza              | Mediocampista | 25           | 5            | 0            | Atlas                |
| 20    | Grenddy Perozo          | Defensa       | 25           | 29           | 1            | Boyacá Chicó         |
| 21    | Alexander González      | Defensa       | 18           | 3            | 0            | Caracas              |
| 22    | Daniel Hernández Santos | Portero       | 25           | 3            | 0            | Real Murcia          |
| 23    | Salomón Rondón          | Delantero     | 21           | 10           | 4            | Málaga               |
| D. T. | César Farías            | César Farías  | César Farías | César Farías | César Farías | César Farías         |

## Participación

### Grupo B

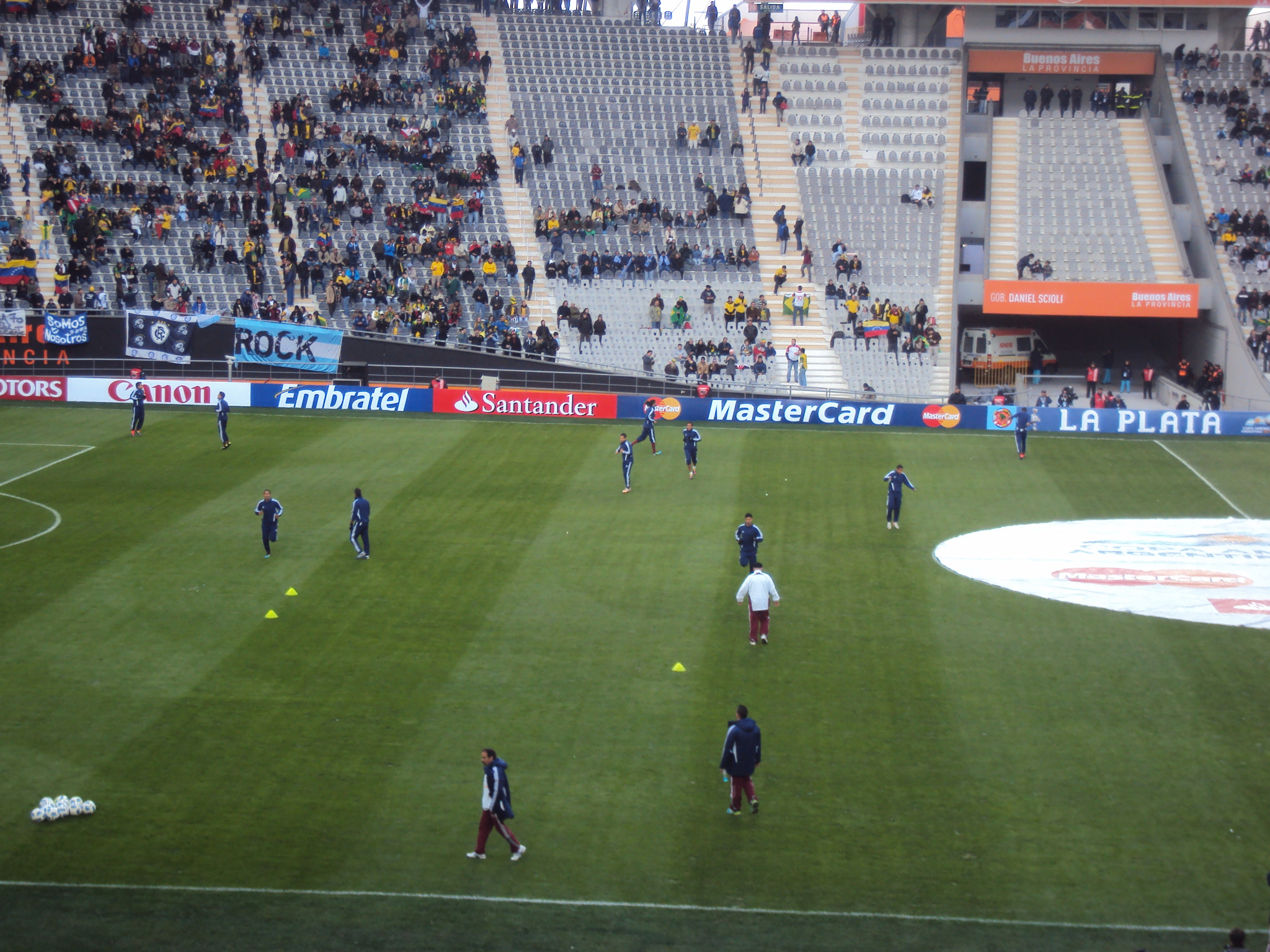
Venezuela realizando el calentamiento en el estadio Ciudad de La Plata antes de su enfrentamiento con.

Venezuela llegó a la Copa América siendo entre todos los participantes, el segundo equipo peor clasificado en la Clasificación mundial de la FIFA después de Bolivia, ocupando el 69.º lugar en la misma, y el sorteo de grupos ubicó a la selección venezolana en el grupo B, lo que supuso que tuviera que enfrentarse a Brasil (5.º lugar), Paraguay (32.ª posición) y Ecuador (68.º puesto). El conjunto venezolano cumplió con su llegada a Argentina el 29 de junio a su decimocuarta participación en el torneo.
En su primer partido, Venezuela sorprendió al pentacampeón mundial e hizo gala de su juego defensivo, logrando mantener el empate a cero en el marcador durante el primer tiempo contra Brasil. A los 22' Brasil estuvo a punto de inaugurar el marcador con un fortísimo disparo de Alexandre Pato que finalmente se estrelló en el travesaño. En el segundo tiempo el marcador se mantuvo igual. Venezuela logró un excelente resultado jugándole de igual a igual a Brasil sobre todo en la etapa final de la mano de Tomás Rincón, según la FIFA el mejor jugador del partido. Con el resultado final favorable de 0:0 y el empate a cero entre Paraguay y Ecuador, los venezolanos ocuparon el primer lugar junto a los demás equipos al término de la primera jornada. Venezuela reafirmaría su condición de líder del grupo B luego de vencer 1:0 a Ecuador. El autor del gol sería César González, quien además conseguiría la distinción del jugador LG del partido.
Ya clasificados, los venezolanos afrontaron su último partido en el Grupo B frente a Paraguay, donde conseguirían un empate in extremis. Los venezolanos abrirían el marcador al minuto 4 con un gol de Salomón Rondón. Al 32' el paraguayo Antolín Alcaraz anotaría el tanto del empate. En el segundo tiempo Paraguay se iría arriba en el marcador con los goles de Lucas Barrios y Christian Riveros al 62' y 85' respectivamente. A cinco minutos de finalizar el encuentro Nicolás Fedor (89') y Grenddy Perozo (90+2') pondrían el 3:3 en el marcador, este último con la asistencia del portero Renny Vega. Así finalizaba la fase de grupos de Venezuela, ocupando el segundo lugar de su grupo tras Brasil por diferencia de goles.
- Los horarios corresponden a la hora de Argentina (UTC-3)[n. 1]

### Partidos

Disposición táctica de los equipos.

Disposición táctica de los equipos.

Disposición táctica de los equipos.

| Fecha       | Lugar    | Instancia                    |           |                      | Resultado    |                      |           |
| ----------- | -------- | ---------------------------- | --------- | -------------------- | ------------ | -------------------- | --------- |
| 3 de julio  | La Plata | Fase de grupos               | Brasil    | Bandera de Brasil    | 0:0          | Bandera de Venezuela | Venezuela |
| 9 de julio  | Salta    | Fase de grupos               | Venezuela | Bandera de Venezuela | 1:0 (0:0)    | Bandera de Ecuador   | Ecuador   |
| 13 de julio | Salta    | Fase de grupos               | Paraguay  | Bandera de Paraguay  | 3:3 (1:1)    | Bandera de Venezuela | Venezuela |
| 17 de julio | San Juan | Cuartos de final             | Chile     | Bandera de Chile     | 1:2 (0:1)    | Bandera de Venezuela | Venezuela |
| 19 de julio | Mendoza  | Semifinales                  | Paraguay  | Bandera de Paraguay  | 0:0 (5:3 p.) | Bandera de Venezuela | Venezuela |
| 23 de julio | La Plata | Definición del tercer puesto | Perú      | Bandera de Perú      | 4:1 (1:0)    | Bandera de Venezuela | Venezuela |

| Equipo    | Pts | PJ | PG | PE | PP | GF | GC | Dif |
| --------- | --- | -- | -- | -- | -- | -- | -- | --- |
| Brasil    | 5   | 3  | 1  | 2  | 0  | 6  | 4  | 2   |
| Venezuela | 5   | 3  | 1  | 2  | 0  | 4  | 3  | 1   |
| Paraguay  | 3   | 3  | 0  | 3  | 0  | 5  | 5  | 0   |
| Ecuador   | 1   | 3  | 0  | 1  | 2  | 2  | 5  | -3  |

| 3 de julio de 2011, 16:00 | Brasil | 0:0     | Venezuela | Estadio Ciudad de La Plata, La Plata |                                   |
|                           |        | Reporte |           | Árbitro(s): Raúl Orosco (Bolivia)    | Árbitro(s): Raúl Orosco (Bolivia) |

| Amonestado | 61'   | Salomón Rondón  |
| Amonestado | 63'   | César González  |
| Amonestado | 90+3' | Franklin Lucena |

| 15 | DEL | Alejandro Moreno    | 63' | Salomón Rondón | DEL | 23 |
| 9  | DEL | Giancarlo Maldonado | 78' | Nicolás Fedor  | DEL | 7  |
| 5  | MED | Giacomo Di Giorgi   | 85' | César González | MED | 11 |

| Tiros:             | 3  |
| Tiros al arco:     | 1  |
| Faltas:            | 14 |
| Saques de esquina: | 2  |
| Saques de esquina: | 2  |
| Fueras de juego:   | 0  |

| 9 de julio de 2011, 18:30 | Venezuela    | 1:0 (0:0) | Ecuador | Estadio Padre Ernesto Martearena, Salta |                                         |
|                           | González 61' | [http://df1.conmebol.com/gamecast/canchita.php?torneo=copaamerica&idFicha=99073 (enlace roto disponible en Internet Archive; véase el historial, la primera versión y la última). Reporte] |         | Árbitro(s): Wálter Quesada (Costa Rica) | Árbitro(s): Wálter Quesada (Costa Rica) |

| 19 | MED | Jesús Meza        | 63' | César González      | MED | 11 |
| 23 | DEL | Salomón Rondón    | 73' | Nicolás Fedor       | DEL | 7  |
| 5  | MED | Giacomo Di Giorgi | 80' | Giancarlo Maldonado | DEL | 9  |

| Tiros:             | 13 |
| Tiros al arco:     | 6  |
| Faltas:            | 9  |
| Saques de esquina: | 1  |
| Fueras de juego:   | 4  |

| 13 de julio de 2011, 19:15 | Paraguay                                | 3:3 (1:1) | Venezuela                            | Estadio Padre Ernesto Martearena, Salta |                                   |
|                            | Alcaraz 32' · Barrios 62' · Riveros 85' | [http://df1.conmebol.com/gamecast/canchita.php?torneo=copaamerica&idFicha=99074 (enlace roto disponible en Internet Archive; véase el historial, la primera versión y la última). Reporte] | Rondón 4' · Fedor 89' · Perozo 90+2' | Árbitro(s): Enrique Osses (Chile)       | Árbitro(s): Enrique Osses (Chile) |

| Amonestado | 74' | Grenddy Perozo      |
| Amonestado | 78' | Giancarlo Maldonado |

| 18 | MED | Juan Arango         | 63' | Daniel Arismendi   | DEL | 17 |
| 7  | DEL | Nicolás Fedor       | 66' | Yohandry Orozco    | MED | 10 |
| 9  | DEL | Giancarlo Maldonado | 75' | Alexander González | MED | 21 |

| Tiros:             | 10 |
| Tiros al arco:     | 2  |
| Faltas:            | 13 |
| Saques de esquina: | 2  |
| Fueras de juego:   | 0  |

### Cuartos de final
El 17 de julio la selección venezolana se enfrentaba a Chile por los cuartos de final. El partido se jugaba de noche en un Estadio San Juan del Bicentenario repleto de hinchas chilenos, debido a la cercanía de la sede con el país andino. Comenzó el partido con un primer tiempo sin demasiadas ocasiones, con una Venezuela defensiva y un Chile que no encontraba espacios. Finalmente con un remate de cabeza de Vizcarrondo, el equipo venezolano logró el 1:0 a los 34' del primer tiempo.
Comenzaba el segundo tiempo y Chile se veía en desventaja y comenzaba a atacar. El ingreso de Jorge Valdivia le aportó a Chile la cuota de creatividad ofensiva necesaria y comenzó a encerrar a una Venezuela cada vez más defensiva en su área. A pesar de esto, los chilenos malograron muchos remates que terminaron en las manos del arquero Renny Vega y dos disparos pegaron en el travesaño. Finalmente en el 69', tras una jugada iniciada por un lateral, Humberto Suazo logró un remate que puso el empate. A partir de este momento Chile se tranquilizó y Venezuela comenzó nuevamente a ganar terreno, finalmente tras una llegada, Gabriel Cichero termina convirtiendo un gol dándole el histórico pase a Venezuela a las semifinales de la Copa América, siendo la primera vez que el seleccionado venezolano alcanza esta ronda en el histórico torneo.

Disposición táctica de los equipos.

| 17 de julio de 2011, 19:15 | Chile     | 1:2 (0:1) | Venezuela                     | Estadio San Juan del Bicentenario, San Juan |                                   |
|                            | Suazo 69' | [http://df1.conmebol.com/gamecast/canchita.php?torneo=copaamerica&idFicha=99085 (enlace roto disponible en Internet Archive; véase el historial, la primera versión y la última). Reporte] | Vizcarrondo 34' · Cichero 80' | Árbitro(s): Carlos Vera (Ecuador)           | Árbitro(s): Carlos Vera (Ecuador) |

| Amonestado | 36'   | César González  |
| Amonestado | 83'   | Franklin Lucena |
| Expulsado  | 90+4' | Tomás Rincón    |

| 23 | DEL | Salomón Rondón     | 59' | Nicolás Fedor       | DEL | 7  |
| 13 | MED | Luis Manuel Seijas | 63' | Giancarlo Maldonado | DEL | 9  |
| 15 | DEL | Alejandro Moreno   | 89' | César González      | MED | 11 |

| Tiros:             | 7  |
| Tiros al arco:     | 1  |
| Faltas:            | 29 |
| Saques de esquina: | 0  |
| Fueras de juego:   | 4  |

### Semifinales

Disposición táctica de los equipos.

| 20 de julio de 2011, 21:45 | Paraguay | 0:0     | Venezuela | Estadio Malvinas Argentinas, Mendoza  |                                       |
|                            |          | Reporte |           | Árbitro(s): Francisco Chacón (México) | Árbitro(s): Francisco Chacón (México) |

| Tiros desde el punto penal |                  |     |                          |           |
| Ortigoza                   | Acierto de penal | 1:1 | Acierto de penal         | Maldonado |
| Barrios                    | Acierto de penal | 2:2 | Acierto de penal         | Rey       |
| Riveros                    | Acierto de penal | 3:2 | Fallo de penal (atajado) | Lucena    |
| Martínez                   | Acierto de penal | 4:3 | Acierto de penal         | Fedor     |
| Verón                      | Acierto de penal | 5:3 |                          |           |

| Amonestado | 55' | Roberto Rosales |

| 3 | DEF | José Manuel Rey     | 59' | Grenddy Perozo   | DEF | 20 |
| 7 | DEL | Nicolás Fedor       | 72' | Alejandro Moreno | DEL | 15 |
| 9 | DEL | Giancarlo Maldonado | 84' | César González   | MED | 11 |

| Tiros:             | 13 |
| Tiros al arco:     | 8  |
| Faltas:            | 17 |
| Saques de esquina: | 8  |
| Fueras de juego:   | 3  |

### Tercer lugar

Disposición táctica de los equipos.

| 23 de julio de 2011, 16:00 | Perú                                  | 4:1 (1:0) | Venezuela  | Estadio Ciudad de La Plata, La Plata |                                      |
|                            | Chiroque 41' · Guerrero 63' 89' 90+2' | Reporte   | Arango 77' | Árbitro(s): Wilmar Roldán (Colombia) | Árbitro(s): Wilmar Roldán (Colombia) |

| Amonestado | 49' | José Manuel Rey     |
| Amonestado | 84' | Gabriel Cichero     |
| Amonestado | 86' | Giancarlo Maldonado |
| Expulsado  | 58' | Tomás Rincón        |

| 14 | MED | Franklin Lucena | 46' | Luis Manuel Seijas | MED | 13 |
| 23 | DEL | Salomón Rondón  | 61' | Nicolás Fedor      | DEL | 7  |
| 18 | MED | Juan Arango     | 67' | César González     | MED | 11 |

| Tiros:             | 13 |
| Tiros al arco:     | 3  |
| Faltas:            | 17 |
| Saques de esquina: | 3  |
| Fueras de juego:   | 8  |

## Estadísticas

### Posición final
| Equipo | Equipo     | Pts | PJ | PG | PE | PP | GF | GC | Dif | Rend  |
| ------ | ---------- | --- | -- | -- | -- | -- | -- | -- | --- | ----- |
| 1      | Uruguay    | 12  | 6  | 3  | 3  | 0  | 9  | 3  | 6   | 66,7% |
| 2      | Paraguay   | 5   | 6  | 0  | 5  | 1  | 5  | 8  | -3  | 27,8% |
| 3      | Perú       | 10  | 6  | 3  | 1  | 2  | 8  | 5  | 3   | 55,6% |
| 4      | Venezuela  | 9   | 6  | 2  | 3  | 1  | 7  | 8  | -1  | 50,0% |
| 5      | Chile      | 7   | 4  | 2  | 1  | 1  | 5  | 4  | 1   | 58,3% |
| 6      | Colombia   | 7   | 4  | 2  | 1  | 1  | 3  | 2  | 1   | 58,3% |
| 7      | Argentina  | 6   | 4  | 1  | 3  | 0  | 5  | 2  | 3   | 50,0% |
| 8      | Brasil     | 6   | 4  | 1  | 3  | 0  | 6  | 4  | 2   | 50,0% |
| 9      | Costa Rica | 3   | 3  | 1  | 0  | 2  | 2  | 4  | -2  | 33,3% |
| 10     | Ecuador    | 1   | 3  | 0  | 1  | 2  | 2  | 5  | -3  | 11,1% |
| 11     | Bolivia    | 1   | 3  | 0  | 1  | 2  | 1  | 5  | -4  | 11,1% |
| 12     | México     | 0   | 3  | 0  | 0  | 3  | 1  | 4  | -3  | 0,0%  |

### Goleadores
| Jugador             | Goles |
| ------------------- | ----- |
| César González      | 1     |
| Salomón Rondón      | 1     |
| Nicolás Fedor       | 1     |
| Grenddy Perozo      | 1     |
| Oswaldo Vizcarrondo | 1     |
| Gabriel Cichero     | 1     |
| Juan Arango         | 1     |

## Repercusiones en el país

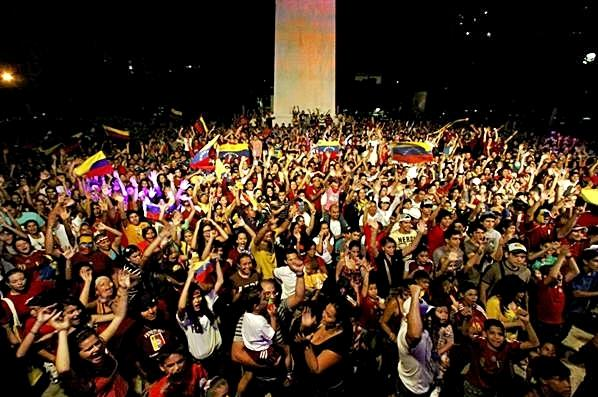
Fanáticos de la selección nacional colmaron las calles para ver los partidos en pantallas instaladas. Maracaibo, Zulia.

- Durante la Copa América 2011, miles de venezolanos salieron a las calles a ver los partidos de la selección nacional. Venezuela estalló en una fiesta para celebrar el triunfo por 2:1 sobre Chile que le aseguró a la selección un boleto inédito en las semifinales de la Copa América. Una lluvia de fuegos artificiales en Caracas antecedió a la caravanas de autos que recorrieron toda la ciudad, donde varias calles fueron cerradas para que miles de aficionados pudieran ver el partido en pantallas instaladas.[29]

- Con el tricolor nacional en mano y vistiendo la camisa de la selección venezolana de fútbol, la selección nacional fue recibida por miles de personas en las calles de Caracas, en una caravana que recorrió la ciudad a bordo de un camión con la inscripción "Vinotinto heroica, vinotinto histórica". A las 9:23 de la mañana la oncena nacional pisó suelo venezolano, tras regresar de la Copa América Argentina 2011, donde jugó un rol histórico y ocupó el cuarto lugar. Luego de su llegada al aeropuerto internacional de Maiquetía, los integrantes de la selección nacional recorrieron la Plaza Catia, Plaza O'Leary y Plaza Venezuela, donde fueron homenajeados y recibidos por el pueblo con un concierto, donde se presentaron artistas como La Dimensión Latina, Un solo Pueblo, entre otros.[30] La selección nacional continuó su recorrido por Caracas en la Plaza Alfredo Sadel, en el municipio Baruta, tras recorrer el oeste de la ciudad.

- Luego de su llegada al aeropuerto internacional de Maiquetía el jugador Franklin Lucena pidió perdón por haber fallado el penal que impidió el pase de Venezuela a la final y permitió el triunfo de Paraguay en un partido en el que La Vinotinto se mostró superior en el juego, según analistas.[31]

- El presidente de Venezuela, Hugo Chávez expresó varios mensajes de apoyo a los integrantes de la selección nacional a través de la red social Twitter: "¡Qué tremendo baño de amor para nuestros muchachos vinotintos! ¡Se lo merecían, campeonísimos! ¡Ese es el sagrado amor popular, muchachos!".[32]

- El seleccionador nacional César Farías en medio de la congregación de personas pidió la palabra para acotar: "Caracas necesita un estadio que albergue a La Vinotinto, el más grande de América. Hay que construirlo". Igualmente, aseguró que el compromiso de luchar por La Vinotinto "es de toda Venezuela".[33]

- Varios medios internacionales señalaron que la actuación de La Vinotinto logró unir por unos días a la sociedad venezolana, profundamente dividida por las diferencias políticas entre seguidores y detractores del gobierno de Hugo Chávez.[34]